# MGM-5 (ミサイル)
MGM-5 コーポラル
MGM-5 コーポラル
- 用途：地対地戦域攻撃
- 分類：短距離弾道ミサイル
- 設計者：ジェット推進研究所 (JPL)
- 製造者：ファイアストン・タイヤ・アンド・ラバー
- 運用者**  アメリカ合衆国（アメリカ陸軍）
  -  イギリス（イギリス陸軍）
- 初飛行：1952年8月（コーポラル I ）
- 生産数：1,100基
- 生産開始：1951年6月29日（製造契約）
- 運用開始：1952年3月（アメリカ合衆国内）
- 退役：1964年6月25日
- 運用状況：退役

MGM-5 コーポラル (Corporal) は、アメリカ合衆国が開発した短距離弾道ミサイルである。コーポラルは、アメリカで初めて制式採用された核弾頭搭載の誘導兵器であり、アメリカ陸軍のほか、イギリス陸軍でも運用された。75海里 (139 km) の射程を持ち、核弾頭又は高性能炸薬弾頭を搭載することができた。
開発はファイアストン・タイヤ・アンド・ラバー社、ギルフィラン・ブラザーズ社、ダグラス・エアクラフト社及びカリフォルニア工科大学 (CIT) にあった初期のジェット推進研究所 (JPL) の協力の下、アメリカ陸軍によって行なわれ、有事の際にヨーロッパ地域で使用する戦術核ミサイルとして設計された。1964年まで第一線に配備されており、固体燃料ロケットを用いたMGM-29 サージェント・ミサイル・システムによって更新された。
当初の制式名称はSSM-G-17であったが、後にSSM-A-17に改められ、アメリカ陸軍ではM2と呼ばれていた。更に、1962年に新たに制定された命名規則によって最終的にMGM-5と改称された。

## 開発
アメリカ軍は、第二次世界大戦中より長距離誘導ミサイルを研究していたが、その結果は果果しいものではなかった。開発が大きく進展したのは、大戦後のことであり、コーポラルはアメリカ合衆国がドイツのV2ロケット計画から得た技術的な経験と専門技術を活かして、ニューメキシコ州のホワイトサンズ性能試験場において開発されたものである。

### プライベート A/F
1944年5月にカリフォルニア工科大学で開始されたORDCIT計画（"Ordnance" and CIT）は、アメリカ陸軍武器科がまとめた初の誘導ミサイル計画であり、その後間もなくジェット推進研究所 (JPL) が組織された。同年5月22日に長射程ミサイルを目的とする研究開発の仮契約があり、正式契約はその1ヶ月後の6月22日にあった。開発は銭学森が指揮した。
1944年11月にはコーポラルの研究、弾道を含む理論上の計算及びその図面は形になり始め、同年12月には、最初の試験ロケットであるプライベートAがカリフォルニア州リーチ・スプリングスのリーチ・レイクで発射された。プライベートAは、アメリカ初の多段式ロケットであったが、未熟なものであった。
1945年の2月から4月にかけてプライベートA及びFロケットは超音速風洞実験を受け、同年4月にプライベートFが打ち上げられた。プライベートFは、翼を持つ弾道ミサイルが飛翔中に安定性を維持するために誘導装置が必要であることを証明した。

### WACコーポラル A/B

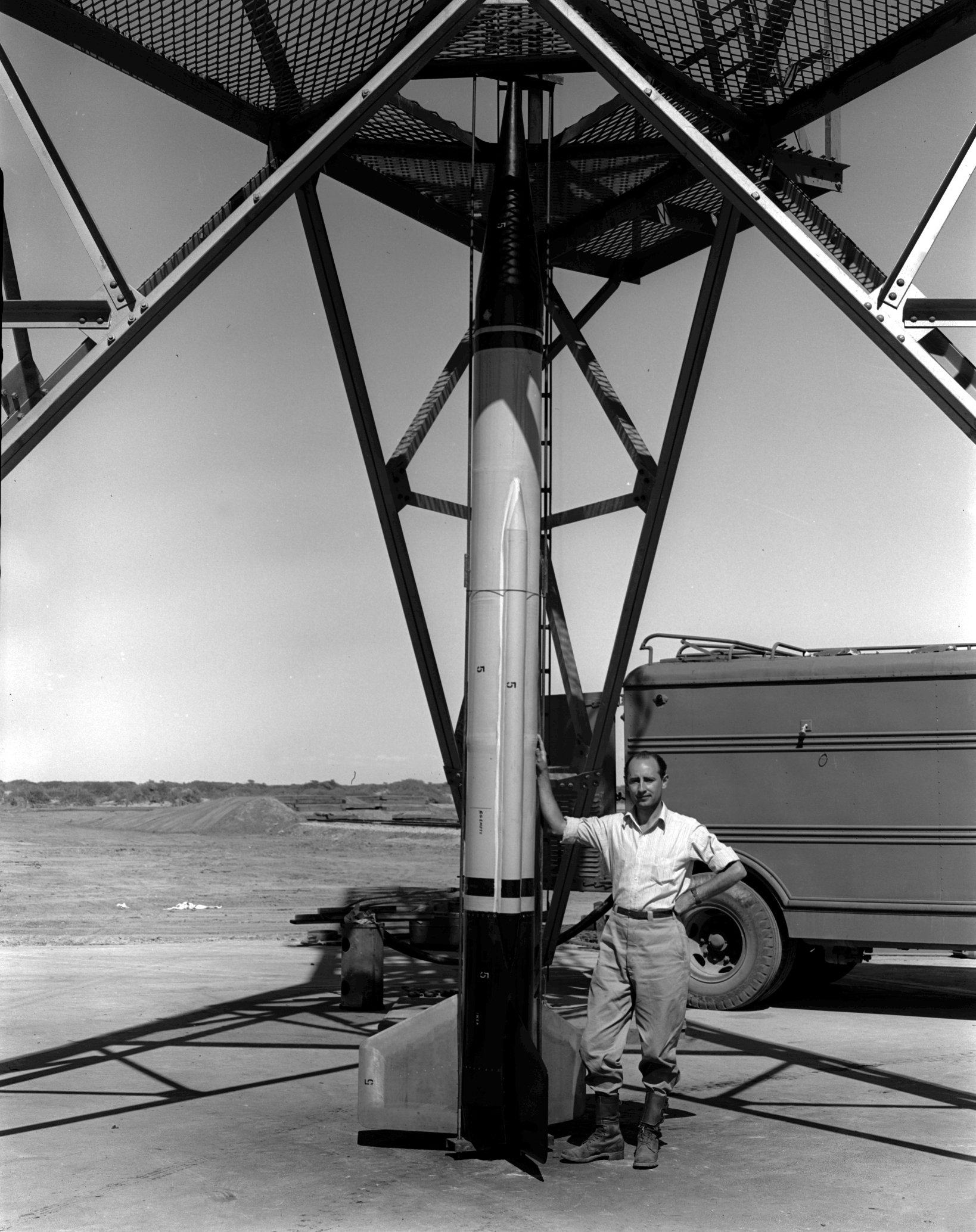
WACコーポラルの傍でポーズをとるJPLの責任者フランク・J・マリナ。戦術ミサイルのコーポラルが14 m近くあるのに対し、WACコーポラルはかなり小型であることが判る。（1945年）

コーポラルの名を持つ最初のロケットは気象観測用のWACコーポラル・ロケット（WACは、Without Altitude Controlの略）であった。事前にWACコーポラルのブースターとなるタイニー・ティムロケットの試射が1945年9月26日に実施され、ホワイトサンズ性能試験場での初のロケット発射実験となった。WACコーポラルAは、改良を加えたタイニー・ティムを用いており、1945年10月1日に初めて打ち上げられ、約230,000 ft（約70,000 m）の高度に達した。これがアメリカの国家予算で開発された初めての液体燃料ロケットであった。WACコーポラルAは、動作そのものは失敗したものの、観測データを持ち帰るためにノーズコーンを切り離して帰還させるシステム（ノーズ・リリース・リカバリー・システム）を初めて搭載していた。WACコーポラルは、後の1947年にRTV-G-1と命名されている。
続くWACコーポラルBは、軽量化された新設計のロケット・モーターを搭載し、酸化剤と燃料によるバースト・ダイヤフラムを備えており、1946年12月に行なわれたWACコーポラルの第12回目の実験で初めて打ち上げられた。後にRTV-G-4 バンパーと呼ばれた研究用の2段式ロケットにも用いられ、8基が1948年から1950年の試験のために使用された。RTV-G-4においては、ドイツから接収されたV2ロケットを第一段にWACコーポラルBは第二段に載せられていた。バースト・ダイヤフラムはWACコーポラルBとパンパーの実験でその価値を証明され、地対地弾道ミサイルとしてのコーポラルの開発とその実戦配備を通して継続して使われていくことになった。

### コーポラル E
戦術弾道ミサイルとしてのコーポラルの直接の前身は、RTV-G-2 コーポラルE地対地ミサイル試験機であった。1945年1月2日に大推力ロケット・モーター地上燃焼試験ステーションとその関連施設の設立が承認され、カリフォルニア州ミューロックに建設された。そこで1945年の終わりにアメリカで設計され、製造された初の大推力ロケット・モーター、すなわちコーポラルの20,000 lbfのロケット・モーターが試験された。
コーポラルEは、1947年5月22日に初飛行、到達距離102 km（55 nm）、高度約39,300 m（129,000 ft）を記録し、地対地誘導弾道ミサイルの製造、飛翔及び誘導の基礎的な要素を評価するために使われた。ヘルメス計画が作戦用ミサイルに至るまでに更に多くの時間を必要としたため、コーポラルEを戦術核装備の弾道ミサイルへ発展させることが1950年12月に承認され、SSM-G-17 コーポラルと命名された。1951年に、アメリカ軍のミサイル命名規則がわずかに変わったため、RTV-G-2とSSM-G-17は、それぞれRV-A-2とSSM-A-17に改称されたが、RV-A-2呼称はそれとほぼ同時に廃止され、コーポラルのすべての試作ミサイルはXSSM-A-17と呼ばれていた。
コーポラルの主契約者はジェット推進研究所 (JPL) であり、初期のコーポラルEミサイルをダグラス・エアクラフトが研究試作として1949年に7基、後に更に20基（1950年10月9日契約）、合計27基を製造した。しかし、1951年1月にコーポラルの開発に関する権限が陸軍武器科からレッドストーン兵器廠のアメリカ陸軍弾道ミサイル局 (ABMA) に移譲された後、作戦用ミサイル200基の製造契約は1951年6月29日にファイアストンに与えられた。コーポラル I とも呼ばれていたSSM-A-17 コーポラルは1952年8月に初飛行し、1954年4月に、陸軍初のコーポラル部隊はそのミサイルで訓練を開始した。また、それは戦術誘導ミサイルXM2に指定された。SSM-A-17は、W7核分裂弾頭（核出力 20 kt）を搭載していた。

## 特徴

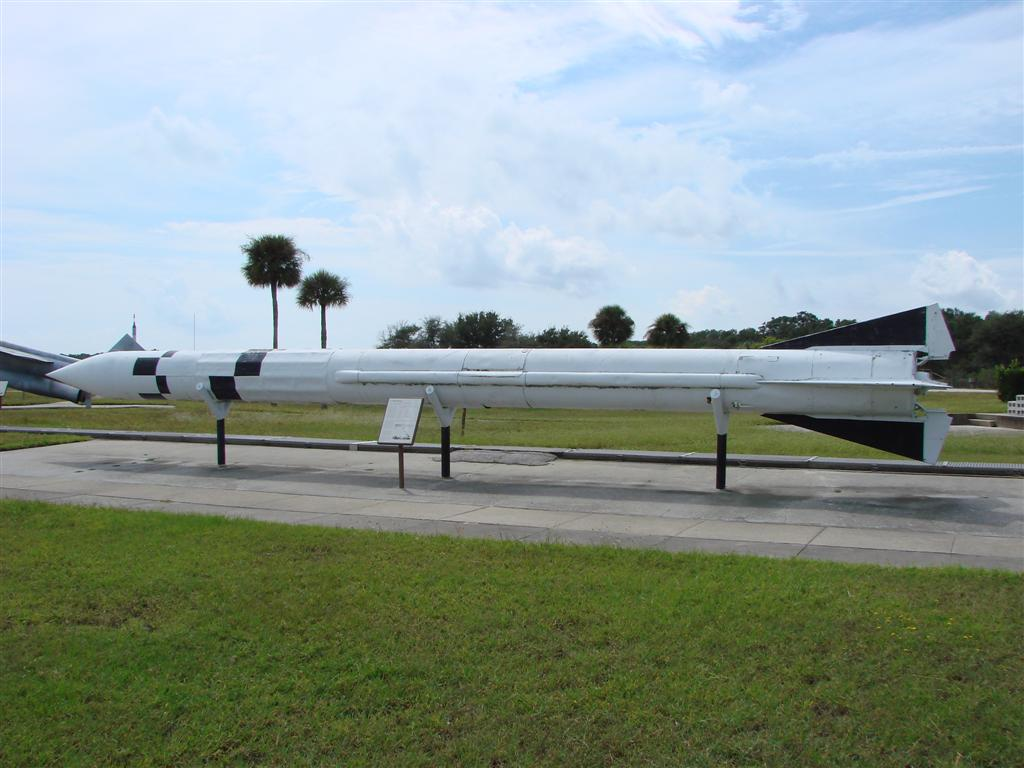
アメリカ空軍宇宙とミサイルの博物館に展示されているコーポラル・ミサイル（フロリダ州ケープ・カナヴェラル）。

最前線配備の核兵器であったにもかかわらず、コーポラル・ミサイルは、低い信頼性と精度の悪さのために評判が悪かった。コーポラルは、赤煙硝酸 (RFNA) とヒドラジンを推進剤とするJPL開発の液体燃料ロケットを使用したが、酸化剤の赤煙硝酸は非常に有毒で腐食性がある物質であり、推進剤の充填は危険なプロセスであった。このため、発射の直前に精巧で時間のかかる準備を必要としたことから、その戦術的な即応性が疑問視されていた。誘導には、第二次大戦期のレーダー・システムSCR-584を改修した、AN/MPQ-12を使用し、これによってコーポラルの弾道と速度を監視し、誘導指令を送信した。この誘導システムは非常に複雑で整備が難しく、そのうえ、外部からの誘導指令を必要とする方式のために電子妨害に対する耐性が低かった。これらの問題により、コーポラル・ミサイル・システムの信頼性は、50%未満であった。さらに、コーポラル大隊はおよそ35台の車両から成ったため、移動がまず大仕事であった。発射サイトに到着した後、最初のミサイルを発射準備が整うまでに、およそ9時間も要した。
コーポラル I に代わって開発されたコーポラル II / IIa / IIb は、システムの信頼性が幾分改善したが、液体燃料ロケット・モーターを用いていることによる危険性や即応性などのコーポラルの根本的な問題は残った。

## 運用

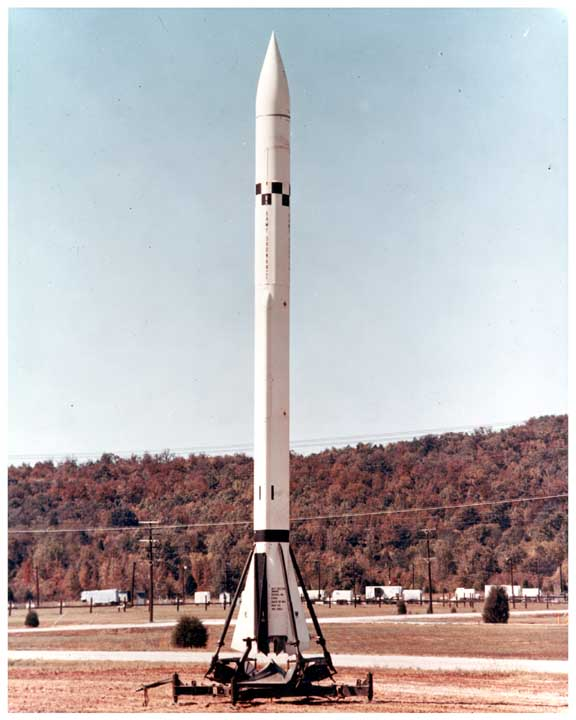
コーポラル・ミサイル（1958年頃）

1945年10月11日にテキサス州フォート・ブリスで第1誘導ミサイル大隊が編成され、1947年4月に同大隊D中隊が、ミサイルの発射作業を全員兵士で実施し、WACコーポラルBを発射した。その後、1952年3月に初の弾道ミサイル部隊である3つのコーポラル大隊が編成され、6個大隊まで増やされた。各大隊は2個発射中隊で構成され、これらの部隊の装備として465基のコーポラル II の調達が国防総省で承認された。
また、1955年2月にアメリカ陸軍の第259コーポラル大隊及び第96直接支援中隊がヨーロッパに配備され、計6個大隊が配備された。第259コーポラル大隊は、当初コーポラル I を装備していたが、1956年4月にコーポラル II に換装している。
1954年の後半にアメリカ合衆国とイギリスの間で合意に達し、アメリカ合衆国がイギリスに113基のコーポラル IIA ミサイル及び関連する地上器材を提供することに同意した。これらのコーポラル IIA は、1955年4月に実際に提供され、アメリカ軍以外の軍隊によって運用されるべくアメリカ国外で任務に就くことになる最初のアメリカ製誘導ミサイルとなった。その後、スコットランドのサウス・ウイスト島に1957年から1958年に造られた特別王立砲兵ロケット実験場に配置されたイギリスとドイツのコーポラル大隊による試射が1959年に行われた。試射の最初の年の成功率はわずか46 %であり、ドイツでのコーポラルの作戦運用での実戦効果について軍関係の計画者の間で疑問を生じさせた惨憺たる記録であった。
アメリカ陸軍は当初、更に改良した誘導装置を持つコーポラル IIIを開発する予定であったが、より先進のMGM-29 サージェントの開発が進展したため、この計画は1958年にキャンセルされた。1958年から1959年の間にコーポラル IIb が製造されたが、サージェントが1962年に配備された後、コーポラルは迅速に排除され、1963年3月31日にヨーロッパ配備のコーポラル大隊が最初に活動を停止し、最後のコーポラル大隊が1964年6月25日に解散したことにより、コーポラルはその運用を終えた。

## 各型
- プライベート A - 研究開発用試験ロケット
- プライベート F - 研究開発用試験ロケット
- RTV-G-1 - WACコーポラル。気象観測用ロケット。WACコーポラルA及びBがある。
- RTV-G-2 - コーポラル E 地対地誘導弾道ミサイル試験機
- SSM-G-17 - コーポラル・ミサイルの当初の名称。
- XSSM-A-17 - コーポラル I（又はタイプ I コーポラル）の試作ミサイル。
- SSM-A-17 - コーポラル I 。SSM-G-17から改称。
- XSSM-A-17a - コーポラル II（又はタイプ II コーポラル）の試作ミサイル。
- XM2E1 - コーポラル IIの試作ミサイル。SSM-A-17aから改称。
- M2 - コーポラル II
- M2A1 - コーポラル IIb（又はタイプ IIb コーポラル）
- MGM-5A - コーポラル II。1962年の名称統一の命名規則変更に伴いM2から改称。
- MGM-5B - コーポラル IIb。1962年の名称統一の命名規則変更に伴いM2A1から改称。
- コーポラル III - 計画のみ。制式名称なし。

### MGM-5A
1963年にMGM-5Aとなるコーポラル II は、SSM-A-17 コーポラル I を改善したものであった。1953年にJPLは、コーポラルの信頼性改善を始め、新型のドップラー・ユニットを含むレーダー/無線装置を開発した。ミサイル発射機、エレクターと維持を提供しているプラットホームも再設計された。コーポラル II ミサイルは、最初はXSSM-A-17aと呼ばれていたが、後にXM2E1となった。配備は1956年から始まり、全てのコーポラル I は、コーポラル II に迅速に更新された。また、コーポラル・ミサイルは誘導ミサイルM2に指定された。

### MGM-5B
コーポラル IIaは、1957年に導入され、誘導装置が改良された。システムの電子装置の多くを変更したが、ミサイルの外形に変化はなかった。1958年からのコーポラル IIbは、信頼性の低い内蔵バッテリーの代わりに空気タービン交流発電機 (ATA) とミサイルをより早くセットアップするために、簡単に取り外せるフィンを持っていた。コーポラル IIb は、M2A1に指定され、後の1963年にMGM-5Bとなる。

## 仕様
出典：Designation-Systems.Net

### RTV-G-2 (RV-A-2)
- 全長： 12.1 m （39 ft 8 in）
- 翼幅： 2.7 m （8 ft 9 in）
- 直径： 0.76 m （30 in）
- 発射重量： 4,200 kg （9,250 lb）
- 速度： 3,300 km/h （1,780 kt, 2,050 mph）
- 射程： 100 km （62 miles）
- 機関： JPL 液体燃料ロケット・モーター
推力： 89 kN （20,000 lbf）
燃焼時間： 60 s
- 弾頭： なし

### MGM-5A/B (M2/M2A1)
- 全長： 13.8 m （45 ft 4 in）
- 翼幅： 2.1 m （7 ft）
- 直径： 0.76 m （30 in）
- 発射重量： 5,000 kg （11,000 lb）
- 速度： 3,500 km/h （1900 kt, 2200 mph）
- 射程： 48 - 130 km （26 - 70 nm）
- 高度： 40,000 m （131,200 ft）
- 機関： JPL 液体燃料ロケット・モーター
推力： 89 kN （20,000 lb）
燃焼時間： 64 s（最大）
- 弾頭： W7 核分裂弾頭（核出力：20 kt）